# Episodi di Danni Lowinski (serie televisiva 2013) (prima stagione)
La prima stagione della serie televisiva Danni Lowinski è stata trasmessa in anteprima nei Paesi Bassi dalla SBS6 tra il 20 marzo 2013 e il 12 giugno 2013.
| nº | Titolo originale              | Titolo italiano | Prima TV Paesi Bassi | Prima TV Italia |
| -- | ----------------------------- | --------------- | -------------------- | --------------- |
| 1  | Nieuw leven                   | Inedito         | 20 marzo 2013        | Inedito         |
| 2  | Geen thuis                    | Inedito         | 27 marzo 2013        | Inedito         |
| 3  | Schoon voor de dag            | Inedito         | 3 aprile 2013        | Inedito         |
| 4  | Een betrouwbare bank          | Inedito         | 10 aprile 2013       | Inedito         |
| 5  | Klassenstrijd                 | Inedito         | 17 aprile 2013       | Inedito         |
| 6  | Een blok aan het been         | Inedito         | 24 aprile 2013       | Inedito         |
| 7  | Onder de armen                | Inedito         | 1º maggio 2013       | Inedito         |
| 8  | De zwarte heks                | Inedito         | 8 maggio 2013        | Inedito         |
| 9  | Zelfbeschikking               | Inedito         | 15 maggio 2013       | Inedito         |
| 10 | Bijwerkingen                  | Inedito         | 22 maggio 2013       | Inedito         |
| 11 | Verliefd, verloofd, getrouwd? | Inedito         | 29 maggio 2013       | Inedito         |
| 12 | Een hondenleven               | Inedito         | 5 giugno 2013        | Inedito         |
| 13 | Volle gas                     | Inedito         | 12 giugno 2013       | Inedito         |